# Celastrus hirsutus
Celastrus hirsutus là một loài thực vật có hoa trong họ Dây gối. Loài này được Comber mô tả khoa học đầu tiên năm 1934.